# One Big Union
One Big Union (OBU), en français "Un Grand Syndicat", était un syndicat révolutionnaire canadien très actif dans la partie ouest du Canada en 1919-1920.

## Contexte de l'apparition de l'OBU
À la fin de la Première Guerre mondiale, le mouvement syndicaliste de l'ouest du Canada se radicalise : des disputes éclatent entre le Congrès des métiers et du travail du Canada (CMTC) et la Fédération américaine du travail (AFL) d'une part, et le gouvernement de l'autre.
Ces syndicats sont représentés par seulement 45 délégués contre 450 à la convention du TLC en septembre 1918, et leur résolution condamnant la participation canadienne dans la guerre est donc facilement battue. De surcroît, le président socialiste de la TLC, James Watters, est remplacé par le conservateur Tom Moore.
Les syndicalistes de l'ouest décident alors d'organiser une conférence avant même le congrès TLC de 1919. Cette conférence est dominée par les membres du Parti Socialiste canadien, qui approuvent une scission du TLC, donnant naissance au "One Big Union", plus radical.
La conférence adopte aussi une résolution contre la politique du gouvernement canadien pendant la Première Guerre mondiale et se solidarise avec les Bolcheviques en Russie et les Spartakistes en Allemagne.

## Ascension
Bien que la grève générale qui commence à Winnipeg le 15 mai n'est menée par l'OBU, le gouvernement accuse ce dernier de l'avoir manigancée. Beaucoup de leaders de l'OBU, comme Robert B. Russell, sont arrêtés. Le One Big Union tente d'organiser des grèves dans des villes comme Vancouver, Calgary, et Edmonton, par solidarité avec celle de Winnipeg, mais ces tentatives échouent.
Au début, l'AFL et le TCL opposent une certaine résistance à l'OBU. Néanmoins, beaucoup des membres de ces syndicats les quittent au profit de l'OBU qui compte en particulier dans ses rangs des bûcherons, des mineurs, des ouvriers en construction, des métallurgistes, etc. Jusqu'à la fin de l'année 1919, l'OBU compte entre 40 000 et 70 000 membres, presque tous originaires de l'ouest du pays. Les efforts du OBU pour gagner des membres dans l'est canadien où aux États-Unis donnent peu de résultats.

## Déclin
Le "One Big Union" atteint son apogée à la fin de l'année 1919 et au début de l'année 1920. En 1921, ses effectifs tombent à 5 000 membres, puis en 1927, à seulement 1 600. Après 1922, la plupart des revenus de l'OBU proviennent d'une loterie qu'il organise dans son bulletin hebdomadaire. En 1956, l'OBU intègre le Congrès du travail du Canada. Ses membres sont alors essentiellement des ouvriers des systèmes de transports en commun de Winnipeg. 

### Sources imprimées
- Bercuson, David Jay (1990), "Syndicalism Sidetracked: Canada's One Big Union", dans van der Linden, Marcel & Wayne Thorpe, Revolutionary Syndicalism: an International Perspective, Aldershot: Scolar Press, pg. 221-236,  (ISBN 0-85967-815-6)